# Shimabara
Pour les articles homonymes, voir Shimabara (homonymie).
Shimabara (島原市, Shimabara-shi) est une ville située dans la préfecture de Nagasaki, au Japon.

## Géographie

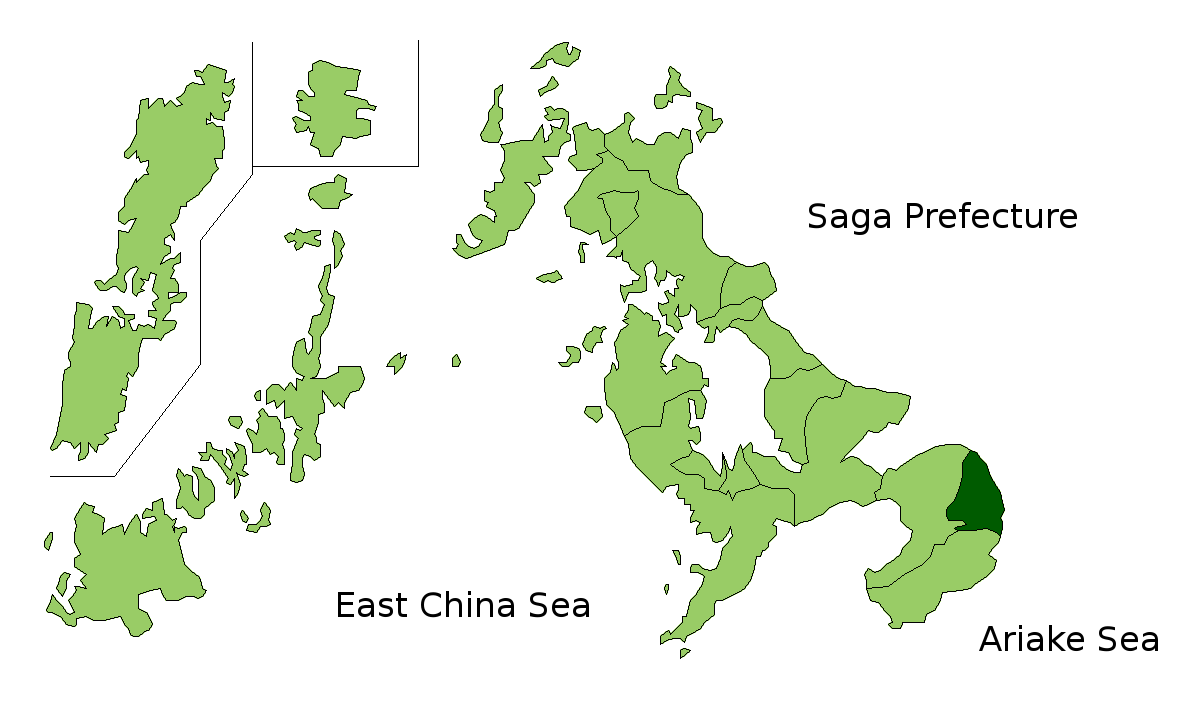
Shimabara dans la préfecture de Nagasaki.

### Situation
Shimabara est située sur la pointe nord-est de la péninsule de Shimabara (préfecture de Nagasaki), au Japon. La ville fait face à la mer d'Ariake, à l'est, et aux monts Uzendake et Fugendake, à l'ouest.

### Démographie
En 2010, la ville de Shimabara avait une population de 47 587 habitants répartis sur une superficie de 82,78 km2 (densité de population de 575 hab./km2).

## Histoire
La ville de Shimabara fut au cœur des événements de la Rébelion de Shimabara de 1637-1638. La ville servit de base aux rebelles chrétiens.
La ville moderne de Shimabara a été fondée le 1er avril 1940 par la fusion de l'ancienne ville de Shimabara et de plusieurs villages environnants.

## Culture locale et patrimoine
- Le château de Shimabara, construit en 1618 avec la rue des samouraïs située à côté.

## Personnes notables
- Évelyne Sunatori, célébrité ALT du programme JET[2]